# Sára Korbelová
Sára Korbelová (* 17. února 2002 Praha) je česká herečka.
Její nejznámější role jsou Kristýna Voláková v seriálu Ulice a princezna Viola ve filmu Klíč svatého Petra.
Má dva bratry, Eliáše a Olivera Vyskočila, kteří se taktéž věnují herectví. Jejím dědečkem byl kaskadér Karel Engel.